# عادل مطر الضويحي
عادل مطر الضويحي، لاعب كرة قدم كويتي، من مواليد 22 فبراير 1991، يلعب كلاعب وسط، شارك في كأس الأمير 52 مع نادي السالمية.